# Punta Inott
Punta Inott è un capo 1,5 km a nord-nordest del Colle Edimburgo, ed è l'estremo orientale della Penisola Varna sull'Isola Livingston nelle Isole Shetland meridionali in Antartide. Situato a 4,3 km a sud-ovest di Punta Bagryana sull'Isola Greenwich, oltre lo Stretto di McFarlane. In linea con gli altri toponimi derivati dai nomi dei cacciatori di foche del diciannovesimo secolo presenti in quest'area, è stata chiamata così dal Comitato britannico per i toponimi antartici nel 1962 in onor del capitano Robert Inott, comandante della fochiera Samuel (da cui prende il nome il Picco Samuel).